# Camila Zárate Zárate
Camila Ignacia Zárate Zárate (Recoleta, Santiago; 4 de enero de 1992) es una activista y política chilena. Ejerció el cargo de convencional constituyente en la Convención Constitucional de Chile. Es egresada de derecho, especializada en derecho medioambiental, activista de la lucha animalista y medioambiental y fue dirigente estudiantil.

## Familia y estudios
Nació el 4 de enero de 1992 en Recoleta y parte de su infancia la vivió en Peñalolén, aunque más tarde estudió en La Florida. Sus padres no poseen estudios profesionales, por lo que tuvo que trabajar para costearse sus estudios y depender de las becas estatales. Su enseñanza media la realizó en el Liceo N°7 de Providencia, y también en un liceo de Ñuñoa. En 2010 ingresó a la carrera de derecho en la Universidad de Chile. Se especializó en Derecho Ambiental y Animal, y realizó un Diplomado en Educación Sustentable en la USACH.

## Carrera política

### Primeros años
Camila Zárate participó en la revolución pingüina en 2006, cuando cursaba primer año en el Liceo N°7. Años después, integró el Centro de Alumnas de dicha institución. 
En 2011, Camila participó activamente en las protestas estudiantiles de ese año como dirigente universitaria. En ese período, también fue vicepresidenta del Centro de Estudiantes de Bachillerato.

### Activista medioambiental
En 2012, Camila fue miembro fundadora de la Comisión de Medioambiente del Centro de Alumnos de Derecho de la Universidad de Chile. En 2013, se convirtió en delegada de Medioambiente de la Fech. Este cargo lo sostuvo hasta 2015, y ejerciendo su cargo de delegada, llegó a conocer al Movimiento de Aguas y Territorios - MAT, del cual formó parte en 2013, cuando el movimiento recién comenzaba a conformarse.
A mediados de 2017 se integró a la Red Parque Cabritería, del cual que se despeña como vocera de organización. Como parte de esta red, se sumó a la defensa de los bosques esclerófilos, tanto de la precordillera como de la región de Valparaíso. Entre 2018 y 2019, asumió como vocera del MAT en la zona central, la cual integra la región de Valparaíso y la región de Maule. En su rol como vocera, lideró manifestaciones y campañas de sensibilización sobre la crisis hídrica en el país. A principios de 2020 se convirtió en la vocera regional de Valparaíso.

### Candidata para integrar la Convención Constitucional
En 2020, la asamblea regional del MAT eligió a Camila Zárate como precandidata constituyente, y luego fue ratificada a nivel nacional. Al poco tiempo, la candidatura Zárate se integró a La Lista del Pueblo en el Distrito 7. Su candidatura tenía plazo desde el 15 de diciembre de 2020 hasta el 11 de enero de 2021 para reunir los patrocinios que validarían su candidatura ante el Servel.
La candidatura de Camila Zárate tuvo tres ejes principales, la lucha medioambiental, la lucha animalista y la lucha feminista. Este úlitmo eje también ha sido definido como ecofeminismo. Por último, su discurso también integra la denuncia del sistema económico neoliberal.
El 23 de enero de 2021, el Servel publicó la resolución de las candidaturas aceptadas y rechazadas, siendo aprobada las candidaturas de la Lista del Pueblo de Distrito 7. La candidatura de  Camila Zárate reunió 4243 patrocinios, lo que equivale a poco más del 15 % del total de patrocinios del Distrito 7. El 29 de enero realizaron el lanzamiento oficial de las candidaturas. La campaña reunió $463 000 CLP en aportes. Las elecciones se realizaron el 15 y 16 de mayo de 2021. El conteo de los votos reveló que Camila Zárate fue el tercer candidato más votado y la candidata mujer más votada de todo el distrito y de su lista. Recibió 18 939 votos.

### Convencional constituyente
En agosto de 2021 marcó una diferencia con el rumbo que estaba tomando La Lista del Pueblo, ya que declaró que iba en contra de los principios fundadores de la colectividad, el apostar a disputar electoralmente otros espacios como el parlamento. Ya para el 13 de agosto, confesó que ya no participaba de las asambleas de la Lista del Pueblo, por lo que oficializaba su renuncia de la colectividad.
El 1 de septiembre integró un grupo de 17 convencionales exintegrantes de La Lista del Pueblo, los cuales oficializaron su renuncia a la colectividad, y anunciaron que conformarían una nueva agrupación denominada «Pueblo Constituyente», con el objetivo de dedicarse "de forma exclusiva a plasmar en la nueva Constitución las demandas sociales históricas de los pueblos".

## Historial electoral

### Elecciones de convencionales constituyentes de 2021
- Elecciones de convencionales constituyentes de 2021, para convencional constituyente por el distrito 7 (Algarrobo, Cartagena, Casablanca, Concón, El Quisco, El Tabo, Isla de Pascua, Juan Fernández, San Antonio, Santo Domingo, Valparaíso, Viña del Mar)[16]

| Candidato                  | Pacto               | Partido | Votos  | %    | Resultados   |
| -------------------------- | ------------------- | ------- | ------ | ---- | ------------ |
| Jaime Bassa Mercado        | Apruebo Dignidad    | ILYQ    | 43 507 | 13.1 | Convencional |
| Jorge Arancibia Reyes      | Vamos por Chile     | ILXP    | 21 523 | 6.5  | Convencional |
| Camila Zárate Zárate       | La Lista del Pueblo | ILZN    | 18 939 | 5.7  | Convencional |
| Agustín Squella Narducci   | Lista del Apruebo   | ILYB    | 17 710 | 5.3  | Convencional |
| Tania Madriaga Flores      | La Lista del Pueblo | ILZN    | 15 017 | 4.5  | Convencional |
| Raúl Celis Montt           | Vamos por Chile     | RN      | 13 733 | 4.1  | Convencional |
| Tomás Lagomarsino Guzmán   | La Lista del Pueblo | ILZN    | 12 614 | 3.8  |              |
| Luis Cuello Peña y Lillo   | Apruebo Dignidad    | PCCh    | 12 199 | 3.7  |              |
| Juan Rodríguez Oyarzún     | Vamos por Chile     | ILXP    | 12 075 | 3.6  |              |
| Cristián Bellei Carvacho   | Apruebo Dignidad    | ILYQ    | 9802   | 3.0  |              |
| Constanza Valdés Contreras | Apruebo Dignidad    | COM     | 6634   | 2.0  |              |
| Hotuiti Teao Drago         | Vamos por Chile     | ILXP    | 4974   | 1.5  |              |
| Pedro Cayuqueo Millaqueo   | Lista del Apruebo   | ILYB    | 4761   | 1.4  |              |
| María José Oyarzún Solís   | Apruebo Dignidad    | RD      | 2584   | 0.8  | Convencional |